# سكاليد كومبوزيت
سكاليد كومبوزيت (بالإنجليزية: Scaled Composites)‏ هي شركة طيران وفضاء. أسسها بيرت روتان في 1982. يقع مقرها الميناء الجوي الفضائي في موهافي، كاليفورنيا، بالولايات المتحدة الأمريكية. كانت الشركة تعمل في مجال تطوير الطائرات التجريبية وذلك قبل أن تستحوذ شركة نورثروب غرومان عليها، والآن تركز على تصميم وتطوير نماذج لعمليات التصنيع للطائرات وغيرها من المركبات. ويعروف عنها التصاميم غير التقليدية والمصنوعة من مواد مركبة غير معدنية. وفازت مركبتها الفضائية التجريبية المسماة سبيس شيب وان بجائزة أنصاري (بالإنجليزية: Ansari X Prize)‏.

## وصلات خارجية
- الموقع الإلكتروني